# Scott Weinrich
Scott Weinrich właściwie Robert Scott Weinrich pseudonim Wino (ur. 28 września 1961 roku w Maryland) – amerykański muzyk, kompozytor, wokalista i instrumentalista, gitarzysta. Muzyk znany z występów w grupach muzycznych The Obsessed, Saint Vitus, Spirit Caravan, Place of Skulls oraz The Hidden Hand. Weinrich współpracował ponadto z takimi grupami jak Probot, Solace oraz Sixty Watt Shaman.
W 2004 roku muzyk został sklasyfikowany na 64. miejscu listy 100 najlepszych gitarzystów heavymetalowych wszech czasów według magazynu Guitar World. Z kolei w 2009 roku został sklasyfikowany na 44. miejscu listy 50 najlepszych heavymetalowych frontmanów wszech czasów według Roadrunner Records.

## Dyskografia

### ZSaint Vitus
- Born Too Late (1986)
- Mournful Cries (1988)
- V (1989)
- Lillie: F-65 (2012)

### ZThe Obsessed
- The Obsessed (1990)
- Lunar Womb (1991)
- The Church Within (1994)
- Incarnate (1999)

### ZeSpirit Caravan
- Jug Fulla Sun (1999)
- Dreamwheel (1999)
- Elusive Truth (2001)

### ZHidden Hand
- De-Sensitized (2003)
- Divine Propaganda (2003)
- Mother Teacher Destroyer (2004)
- Devoid of Colour (2005)
- The Resurection of Whiskey Foote (2007)

### JakoShrinebuilder
- Shrinebuilder (2009)

### JakoWino
- Punctuated Equilibrium (2009)
- Live at Roadburn (2009)
- Adrift (2010)

### ZPremonition 13
- Premonition 13 (2011)